# Copa da Guiana de Futebol Feminino
A Copa da Guiana de Futebol Feminino é o segundo mais importante torneio nacional de futebol entre mulheres na Guiana, após o Campeonato Guianense Feminino (Division One). 
É organizada pela Federação de Futebol da Guiana (GFF) e disputada anualmente.

## História
A primeira edição do torneio foi realizada em dezembro de 2021, com o nome de GFF Women's Super 16 Cup, com a final sendo disputada em 2 de janeiro de 2022. Nesta edição inaugural, 16 equipes disputaram a copa, no formato de mata-mata. 
Uma competição similar para as mulheres só voltaria a ser realizada em dezembro de 2024, quando em uma parceria com a NAMILCO (National Milling Company of Guyana), a federação guianense organizou a Maid Marian Wheat Up Women's Cup, um torneio com 10 equipes dividido em fase de grupos e mata-mata.

## Campeãs
| Ano     | Campeão       | Placar        | Vice            |               |
| ------- | ------------- | ------------- | --------------- | ------------- |
| 2021    | Police FC     | 4:2           | GT Panthers     |               |
| 2022-23 | Não realizada | Não realizada | Não realizada   | Não realizada |
| 2024    | Defense Force | 7:1           | Defense Force B |               |